# Basilica of St. Mary Star of the Sea
La Basilica of St. Mary Star of the Sea es una basílica menor de la Iglesia Católica se encuentra en Key West, Florida, Estados Unidos. Es una de las parroquias más antiguas del estado de la Florida y la parroquia más antigua de la Arquidiócesis de Miami. La iglesia es una propiedad que contribuye en el distrito histórico de Key West al Registro Nacional de Lugares Históricos.
La primera presencia católica en los Cayos de Florida se estableció en el cayo Upper Matecumbe por los jesuitas españoles en 1566. Los superiores jesuitas de España abandonaron las misiones de Florida en 1572 y los misioneros fueron retirados del servicio para México. Se trató de establecer una misión permanente en Key West ya en 1724. Sin embargo, los pueblos nativos en los Cayos eran impredecibles y los asaltantes Ingleses de las Carolinas obligaron a los misioneros a volver a Cuba en 1727. Dos jesuitas italianos de La Habana abrieron una capilla y misión en Key West en 1743 para los pueblos nativos. El gobernador español les ordenó regresar a Cuba, ya que no podía protegerlos.
El Rev. John F. Kirby fue enviado por el obispo Francis X. Gartland de la Diócesis de Savannah a Key West en 1851 y estableció la parroquia Santa María Estrella del Mar en 1851. La primera iglesia católica permanente en Key West se dedicó el 26 de febrero de 1852.
Santa María Estrella del Mar fue introducida en el Registro Nacional de Lugares Históricos en 1971 como una propiedad que contribuye en el distrito histórico de Key West. En 1983 las Hermanas de los Santos Nombres de Jesús y María terminaron su servicio en Key West después de 115 años. La iglesia fue elevada a basílica menor por el Papa Benedicto XVI el 11 de febrero de 2012. 